# Ryf Fok

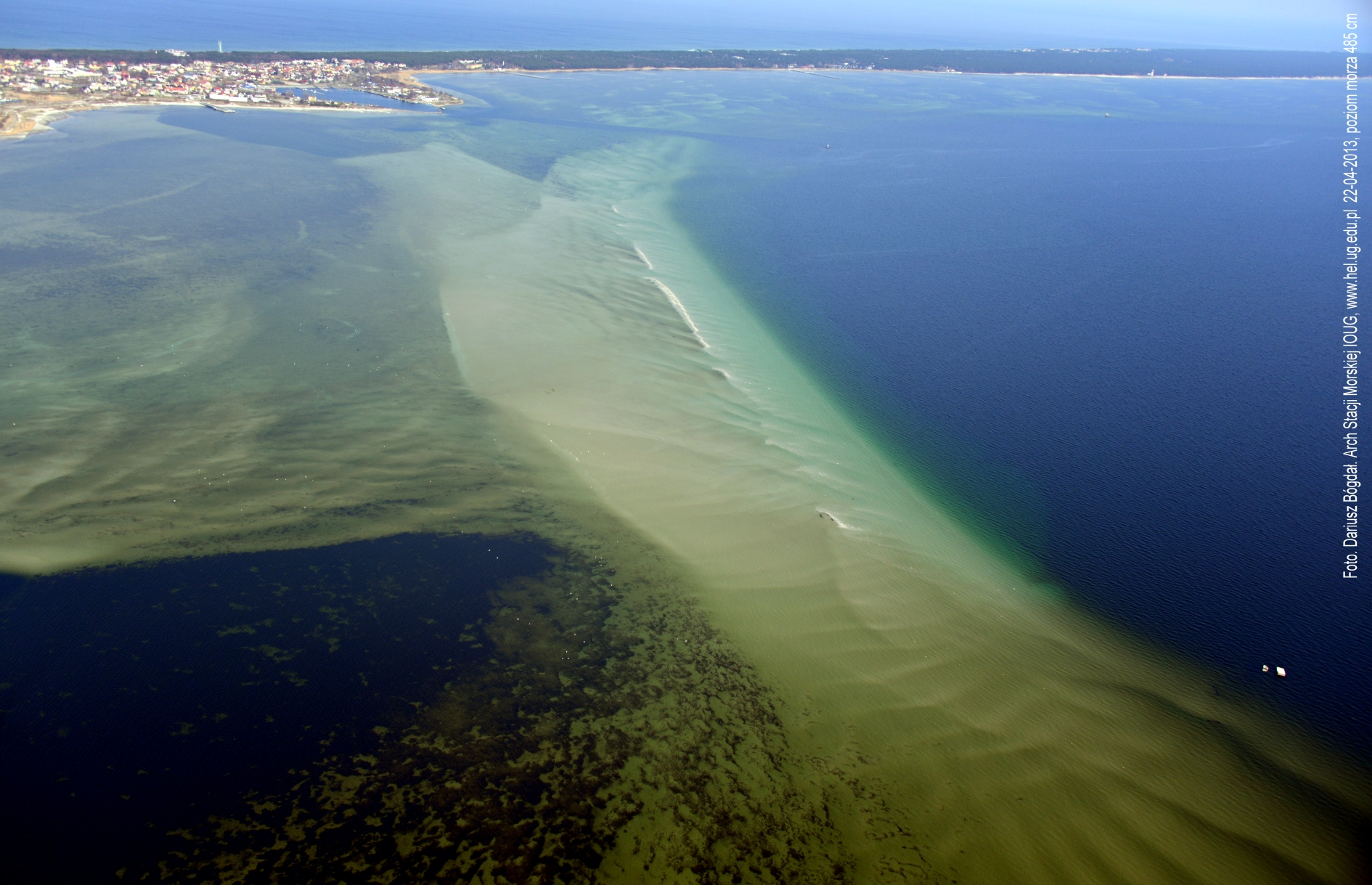
Fotografia Ryfu Fok z lotu ptaka (ok. 5 m n.p.m.) w kwietniu 2013

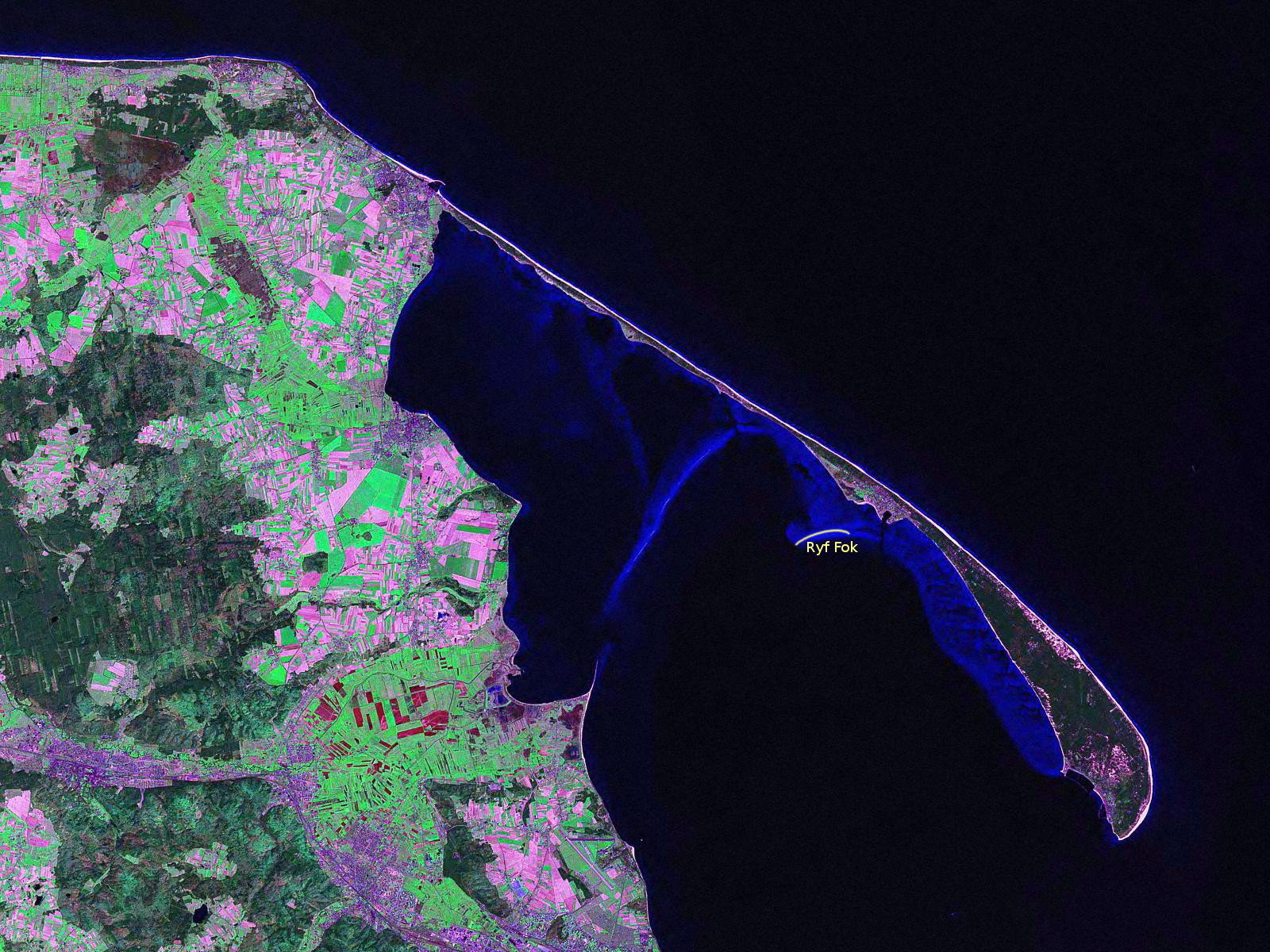
Na zdjęciu satelitarnym Mierzei Helskiej na prawo od długiej wąskiej, niemal całkowicie przecinającej Zatokę mielizny – Ryfu Mew – widoczna jest druga mielizna, krótsza, choć nieco szersza; to w tym miejscu powstaje Ryf Fok

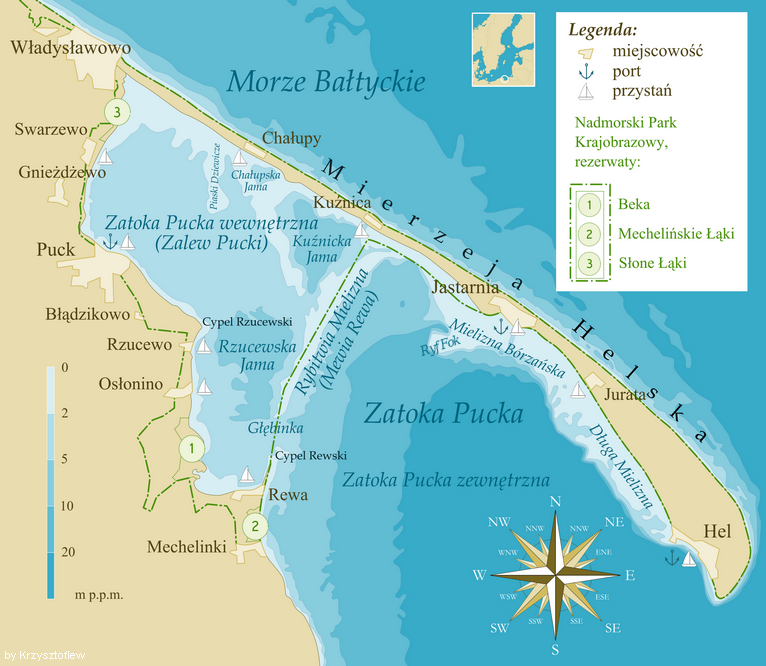
Mapa Zatoki Puckiej

Ryf Fok – robocza nazwa mielizny wynurzającej się z dna Zatoki Puckiej przy Mierzei Helskiej, w okolicach Jastarni, na wschód od Rybitwiej Mielizny (zwanej także Ryfem Mew). Wynurzanie się mielizny zaobserwowano w drugiej połowie kwietnia 2013 roku. Według badaczy płycizna w tym miejscu obserwowana jest już od wielu lat, ale najnowsze obserwacje wskazują na to, że obiekt ten wynurzył się spod powierzchni wody i może stać się w przyszłości trwałym elementem krajobrazu Zatoki.
Ryf Fok znajduje się na obszarach Natura 2000, w związku z czym podlega specjalnej ochronie środowiska naturalnego.
Jedną z prawdopodobnych przyczyn powstania Ryfu jest refulacja Zatoki Puckiej.